# 郭清 (跆拳道运动员)
郭清（2000年5月16日—），中国女子跆拳道运动员，2022年世界跆拳道锦标赛女子49公斤级银牌得主、2022年亞洲運動會女子49公斤级银牌得主、2024年夏季奥林匹克运动会女子49公斤级银牌得主。

## 早年经历
郭清出生于广东省阳江市阳春市永宁镇沙坪村的一个农村家庭，这里群山环绕，交通不便。2012年，12岁的郭清被阳春市业余体校的教练黎勇看中选送到市体校参加跆拳道集训。因为父亲身体不好，无法干重体力活，还有5个弟弟要养，家里的经济来源就是郭清和政府的低保。2017年，郭清参加省青少年跆拳道锦标赛，获得女子甲组51公斤级金牌，同年进入省体校，再进入省队。2018年参加广东省运动会拿到金牌，并入选国家队。

## 职业生涯
2022年6月亚锦赛郭清获得冠军，11月第一次参加世锦赛收获银牌，决赛中输给墨西哥选手达妮埃拉·索萨。
2022年亚运会跆拳道49公斤级决赛郭清输给帕妮帕·翁帕他那吉获得银牌，第三局中对手曾经因为设备故障出现无故上分的情况，更换护具后郭清在6比0的情况下被逆转。2024年1月，郭清在奥运积分榜上排名第6，成功获得参赛席位。
2024年巴黎奥运会跆拳道49公斤级决赛，郭清不敌老对手卫冕冠军泰国选手帕妮帕·翁帕他那吉，收获银牌。